# BRANDNEW KOBE
『BRANDNEW KOBE』（ブランニュー・コウベ）は、Kiss-FM KOBEで平日午前に放送されていた生ワイド番組。
本項では『BRANDNEW KOBE FRIDAY』（ブランニュー・コウベ・フライデー）についても触れる。

## 概要
Kiss-FM KOBEのJAPAN FM NETWORK(JFN)への加盟に伴い、独立局時代に放送されていた『KOBE COFFRET』に代わる平日午前の生ワイド番組として2003年4月1日より放送開始。2003年9月までは月曜から木曜の11:00までの放送だったが、『CO-CO MIX』のネット終了に伴い、10月からは『ディア・フレンズ』を内包し、放送時間を拡大。さらに2005年10月からは、金曜の午前に放送されていた洋楽番組『FRIDAY HIT STREETS』から一部のコーナーを継承する形で『BRANDNEW KOBE FRIDAY』がスタートし、月曜から金曜の放送となった。
しかし、2009年1月から『OH! HAPPY MORNING』と『ONCE』の一部ネットを開始したため、放送開始が55分繰り下がった。さらに両番組の8月からのネット時間拡大により、月曜から木曜の放送は2009年7月30日で終了。『BRANDNEW KOBE FRIDAY』のみ放送が継続され、月曜から木曜に放送されていた一部コーナーは『OH! HAPPY MORNING』と『ONCE』のローカル枠で引き続き放送されていた。2010年9月24日で放送終了。後番組は『4 SEASONS』。

## 放送時間・サウンドクルーの変遷
| 期間                   | 放送時間     | 月           | 火           | 水           | 木           | 金             |
| ---------------------- | ------------ | ------------ | ------------ | ------------ | ------------ | -------------- |
| 2003年4月 - 2003年9月  | 7:30 - 11:00 | 福井玲子     | 福井玲子     | 大久保かれん | 大久保かれん | （番組開始前） |
| 2003年10月 - 2004年3月 | 7:30 - 11:55 | 福井玲子     | 福井玲子     | 大久保かれん | 大久保かれん | （番組開始前） |
| 2004年4月 - 2005年9月  | 7:30 - 11:55 | 福井玲子     | 福井玲子     | 中野耕史     | 中野耕史     | （番組開始前） |
| 2005年10月 - 2006年9月 | 7:30 - 11:55 | 吉川朋江     | 吉川朋江     | 中野耕史     | 中野耕史     | 豊永真琴       |
| 2006年10月 - 2007年3月 | 7:30 - 11:55 | 吉川朋江     | 吉川朋江     | 吉川朋江     | 吉川朋江     | 豊永真琴       |
| 2007年4月 - 2008年12月 | 7:30 - 11:55 | 吉川朋江     | 吉川朋江     | 吉川朋江     | 吉川朋江     | 大久保かれん   |
| 2009年1月 - 2009年7月  | 8:25 - 11:55 | 中野耕史     | 中野耕史     | 藤原岬       | 藤原岬       | 大久保かれん   |
| 2009年8月              | 8:25 - 11:55 | （番組終了） | （番組終了） | （番組終了） | （番組終了） | 大久保かれん   |
| 2009年9月 - 2010年9月  | 8:25 - 11:55 | （番組終了） | （番組終了） | （番組終了） | （番組終了） | 藤原岬         |

## 主なコーナー

### 番組終了時のコーナー
- 届け愛 ハートのある場所

毎年8月限定のコーナー。身近なところで人権の大切さについて考えていく目的で、神戸市では毎年8月を「心かよわす市民運動」月間とし、その一環として、神戸の子供たちが書いた、心あたたまる作文を人権作文集から紹介。
- NONSTOP OLDIES
- ホテルオークラ神戸 Weekend グルメアップデイツ
- Kiss Driving Report

Kiss-FMのラジオカーがKissエリアのさまざまなスポットに出かけ、担当リポーターが生リポートするコーナー。
- NOEVIR Sunny! Sunny! Smile
- Kiss-FM HOME DOCTOR

医療に関する疑問や質問に、第一線で活躍する専門医が答えるコーナー。ナビゲーターは竹内明美。『flowers』『FRIDAY GOES ON!〜あっ、それいただき〜』『SATURDAY ON THE WAY』のローカル枠でも放送されている。

### 過去のコーナー
★のコーナーは現在『OH! HAPPY MORNING』『ONCE』のローカル枠で放送されている。
- ★おはよう知事トーク（基本的に毎月第3火曜、変更の場合あり）

井戸敏三兵庫県知事を迎え、県政などのお話を伺うコーナー。
- ★マックスバリュ NURTURING FOOD（火曜）

マックスバリュとコラボし、食材の魅力を活かしたレシピを紹介するコーナー。サウンドクルーは中野耕史。なお紹介されたレシピは同コーナーのサイトに掲載の他、兵庫県下のマックスバリュ各店舗でも配布している。
- ★P-CON BRANDNEW LIFE DESIGN LABO（木曜）

毎月暮らしにまつわるテーマを一つ掲げ、毎週そのテーマにそってライフスタイルを提案していくコーナー。サウンドクルーは藤原岬。
- ★うまみ～、さ～ちゃんのビューティー・ナビ!!（木曜）

女性の様々な美容の悩みをうまみ美容クリニックのうまみ先生がアドバイスするコーナー。
- HEALTHY & BEAUTY MEMO
- SOUND DIARY for MOUNTAIN VIEW KOBE / for OCEAN VIEW KOBE
- MORNING TRIPPER
- BRANDNEW MEMO
- MUSIC MEMO
- BRANDNEW EYES
- KOBE HUMAN RELATION
- UCC COFFEE BREAK REQUEST
- ゴーゴーご組 ごはんの時間